# Котелки (Кировская область)
Котелки — деревня в Уржумском районе Кировской области в составе Уржумского сельского поселения.

## География
Находится недалеко от северной границы районного центра города Уржум.

## История
Деревня известна с 1891 года. В 1905 году в ней учтено было дворов 18 и жителей 50, в 1926 21 и 106, в 1950 16 и 51. В 1989 году оставалось 9 жителей.

## Население
Постоянное население составляло 11 человек (русские 100 %) в 2002 году, 11 в 2010.